# Bumi Asih
Bumi Asih is een bestuurslaag in het regentschap Lampung Selatan van de provincie Lampung, Indonesië. Bumi Asih telt 1091 inwoners (volkstelling 2010).